# Gheorghe Ionescu-Șișești
Gheorghe Ionescu-Șișești (n. 16 octombrie 1885, Șișeștii de Jos, județul Mehedinți – d. 4 iunie 1967, Otopeni) a fost un agronom român, doctor în științe agricole al Universității din Jena, Turingia, Germania. A fost membru titular al Academiei Române.
Gheorghe Ionescu-Șișești a fost un creator de școală în domeniul agronomiei întemeind, în anul 1927, Institutul de Cercetări Agronomice al României, institut pe care l-a condus până în 1948. De asemenea, a condus Școala Superioară de Agricultură de la Herăstrău între anii 1914-1919 și 1928 și a fost ministru al agriculturii de patru ori între anii 1931-1940.
Gheorghe Ionescu-Șișești a fost fratele medicului Nicolae Ionescu-Șișești.

## Societăți savante
Gheorghe Ionescu-Șișești a fost membru corespondent (1925) și membru titular (1936) al Academiei Române, ocupând și funcțiile de vicepreședinte al Academiei Române, între anii 1938-1939, 1940-1941 și 1959, și de președinte al Secției de Biologie și Științe Agricole a Academiei Române în 1955. A fost, de asemenea, membru al mai multor academii de științe agricole: membru și vicepreședinte (1949) al Academiei de Agricultură din România, membru corespondent (1926) și ulterior membru de onoare (1938) al Academiei Cehoslovace de Agricultură, membru corespondent al Academiei Unionale de Științe Agricole „V.I. Lenin” din Moscova (1957).

## Ordine și decorații
Gheorghe Ionescu-Șișești a fost decorat cu următoarele ordine și medalii române și franceze:
- Ordinul Coroana României în grad de comandor (1922)
- Ordinul Steaua României clasa I (1938)
- Legiunea de onoare în grad de mare ofițer acordată de Republica Franceză în 1930
- Ordre du Mérite agricole⁠(fr)[traduceți] în grad de comandor acordat de Republica Franceză în 1924
- Semnul Onorific „Răsplata Muncii pentru 25 ani în Serviciul Statului” (13 octombrie 1941)[6]
- Ordinul Muncii clasa a II-a (21 august 1954) „pentru merite deosebite pe tărîmul construcției de stat, economice, sociale și culturale, cu ocazia celei de a zecea aniversări a eliberării patriei noastre”[7]
- Ordinul „Steaua Republicii Populare Romîne” clasa a II-a (31 decembrie 1956) „cu prilejul împlinirii a 90 de ani de la înființarea Societății Academice Romîne, pentru merite deosebite in muncă”[8]
- titlul de Om de Știință Emerit al Republicii Populare Romîne (31 decembrie 1962) „pentru activitate îndelungată, contribuție în dezvoltarea științei și merite deosebite în dezvoltarea învățământului superior”[9]
- Ordinul „Meritul Științific” clasa I (26 septembrie 1966) „pentru merite deosebite în activitatea științifică, cu prilejul Centenarului Academiei Republicii Socialiste România”[10]

## In memoriam
Academia de Științe Agricole și Silvice a României a fost redenumită, în anul 1992, Academia de Științe Agricole și Silvice „Gheorghe Ionescu-Șișești”.
O șosea situată în cartierul Băneasa din București și un liceu agricol din Valea Călugărească, Prahova îi poartă numele.

## Citate
Referindu-se la fărâmițarea excesivă a suprafețelor agricole, Gheorghe Ionescu Șișești a opinat că
„Pământul este ca diamantul, cu cât se mărunțește, cu atât își pierde valoarea”.